# Джейсън Столтенберг
Джейсън Столтенберг (на английски: Jason Stoltenberg) е австралийски тенисист. 

## Биография
Джейсън Столтенберг е роден на 4 април 1970 г. в Наръбри, Австралия.Започва да играе тенис на десет години на корт с мравки (натрошена термитна могила), баща му притежава ферма за памук в Далечния запад на Нов Южен Уелс. Той е стипендиант на Австралийския институт по спорт.
Той е женен за бившата чехословашка играчка Андреа Стрнадова.

## Кариера
Джейсън Столтенберг печели през 1987 г. титлата при момчетата на Откритото първенство на Австралия и е класиран за играч номер 1 в света при юношите. Той става професионалист по-късно същата година.
Столтенберг достига финал на сингъл през 1989 г. в Ливингстън, Ню Джърси, печели първата си титла от най-високо ниво през 1993 г. в Манчестър. Той е част от австралийския отбор, който завърши на второ място за Купа Дейвис същата година, губейки на финала от Германия.
Най-доброто му представяне на турнир от Големия шлем е през 1996 г., когато достига до полуфинале на Уимбълдън, побеждавайки Адриан Войня, Иржи Новак, Мосе Навара, Якоб Хласек и Горан Иванишевич на четвъртфинала, победен е от Рихард Крайчек.
По време на кариерата си печели четири титли от най-високо ниво на сингъл и пет титли на двойки. Най-добрите му класирания в кариерата са, като световен номер 19 на сингъл и номер 23 на двойки. Последната му титла на сингъл е през 1997 г. в Корал Спрингс, Флорида. Той се оттегля от професионалния тур през 2001 г.
Столтенберг е треньор на Лейтън Хюит от декември 2001 г. до юни 2003 г. Подава оставка, след като Хюит губи от Томи Робредо на Откритото първенство на Франция през 2003 г.

## Кариерна статистика

#### Финали натурнири от сериите Мастърс(1)
| година | турнир       | съперник във финала | резултат |
| ------ | ------------ | ------------------- | -------- |
| 1994   | Канада Оупън | Андре Агаси         | 4–6, 4–6 |

### ATP финали (4 титли; 13 финала)
|        | П–З | Година | Турнир                | Клас           | Настилка | Опонент          | Резултат                |
| ------ | --- | ------ | --------------------- | -------------- | -------- | ---------------- | ----------------------- |
| Загуба | 0–1 | 1989   | Ливингстън Оупън      | Гран При       | Твърда   | Брад Гилбърт     | 4–6, 4–6                |
| Победа | 1–1 | 1993   | Манчестър Оупън       | Световни серии | Трева    | Уоли Масур       | 6–1, 6–3                |
| Победа | 2–1 | 1994   | Ю Ес Клей Чемпиъншипс | Световни серии | Клей     | Габриел Маркус   | 6–3, 6–4                |
| Загуба | 2–2 | 1994   | Вашингтон Оупън       | Шампионски     | Твърда   | Стефан Едберг    | 4–6, 2–6                |
| Загуба | 2–3 | 1994   | Канада Оупън          | Сингъл седмица | Твърда   | Андре Агаси      | 4–6, 4–6                |
| Победа | 3–3 | 1996   | Делрей Бийч Оупън     | Световни серии | Клей     | Крис Удръф       | 7–6(7–4), 2–6, 7–5      |
| Загуба | 3–4 | 1997   | Веризон Чалъндж       | Световни серии | Клей     | Марсело Филипини | 6–7(2–7), 4–6           |
| Победа | 4–4 | 1997   | Делрей Бийч Оупън     | Световни серии | Клей     | Йонас Бьоркман   | 6–0, 2–6, 7–5           |
| Загуба | 4–5 | 1998   | Аделаида Интернешънъл | Световни серии | Твърда   | Лейтън Хюит      | 6–3, 3–6, 6–7(4–7)      |
| Загуба | 4–6 | 1998   | Тенис Ченъл Оупън     | Световни серии | Твърда   | Андре Агаси      | 4–6, 6–7(3–7)           |
| Загуба | 4–7 | 1998   | Веризон Чалъндж       | Световни серии | Клей     | Пийт Сампрас     | 7–6(7–2), 3–6, 6–7(4–7) |
| Загуба | 4–8 | 2000   | Сидни Интернешънъл    | Международни   | Твърда   | Лейтън Хюит      | 4–6, 0–6                |
| Загуба | 4–9 | 2000   | Веризон Чалъндж       | Международни   | Клей     | Андрю Илие       | 3–6, 5–7                |